# Ugo De Mercurio
Ugo De Mercurio (Napoli, 5 gennaio 1903 – 18 marzo 1988) è stato un avvocato e politico italiano.
È stato deputato all'Assemblea Costituente.